# 永安镇 (肇庆市)
永安镇，是中华人民共和国广东省肇庆市鼎湖区下辖的一个乡镇级行政单位。

## 行政区划
永安镇下辖以下地区：
永安社区、横布社区、永安村、横槎村、桂溪村、夏江村、四股村、高兰村、新朝村、大朗村、甫草村、江溪村、苍南村、双布村、新村、岐洲村、大社村、贝水村、五南村和长涌村。